# Somotor
Somotor és un poble i municipi d'Eslovàquia. Es troba a la regió de Košice, a l'est del país.

## Història
La primera referència escrita de la vila data del 1214.

## Demografia
| Godina             | 1994 | 2004   | 2014   | 2024   |
| ------------------ | ---- | ------ | ------ | ------ |
| Nombre de persones | 1645 | 1671   | 1507   | 1372   |
| Diferència         |      | +1,58% | −9,81% | −8,95% |

| Godina             | 2023 | 2024   |
| ------------------ | ---- | ------ |
| Nombre de persones | 1370 | 1372   |
| Diferència         |      | +0,14% |